# Kane (cráter)

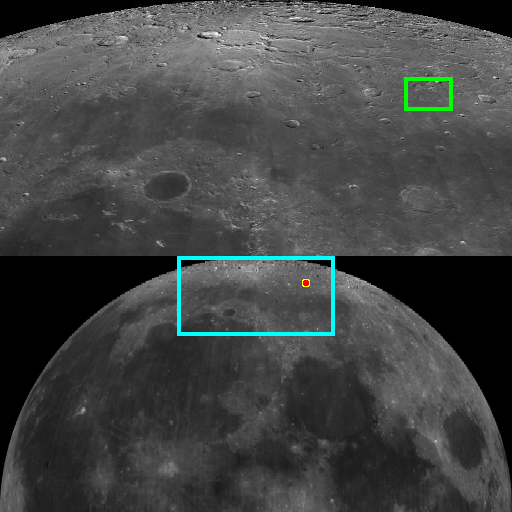
Localización de Kane sobre el globo lunar

Kane está integrado por los restos de la muralla de un cráter de impacto lunar inundado por la lava del Mare Frigoris procedente de su lado sur. Se encuentra en la ribera noreste del mar. El cráter se halla a medio camino entre los cráteres C. Mayer al oeste y Democritus en el este. Al noreste se encuentra el cráter Moigno.
El suelo de este cráter es plano y cubierto por el flujo lava, sin cráteres significativos dentro del borde exterior. Nada queda de un pico central, si alguna vez existió. La pared exterior muestra huecos en el sur, donde se une al Mare Frigoris. El resto de la brocal es circular pero muestra signos de desgaste.
El cráter debe su nombre al explorador ártico estadounidense Elisha Kent Kane (1820-1857).

## Cráteres satélite
Por convención estos elementos son identificados en los mapas lunares poniendo la letra en el lado del punto medio del cráter que está más cercano a Kane.
|      | \| Kane \| Coordenadas \| Diámetro \| \| ---- \| ---------------------------- \| -------- \| \| A \| 61°12′N 27°00′E / 61.2, 27.0 \| 5 km \| \| F \| 59°36′N 23°06′E / 59.6, 23.1 \| 7 km \| \| G \| 59°12′N 25°18′E / 59.2, 25.3 \| 10 km \| |          |
| Kane | Coordenadas | Diámetro |
| A    | 61°12′N 27°00′E / 61.2, 27.0 | 5 km     |
| F    | 59°36′N 23°06′E / 59.6, 23.1 | 7 km     |
| G    | 59°12′N 25°18′E / 59.2, 25.3 | 10 km    |